# Antologia science-fiction Nemira '95
Antologia science-fiction Nemira '95 / Romanian SF Anthology Nemira '95  este o colecție de povestiri științifico-fantastice editată de George Anania și Romulus Bărbulescu și publicată de Editura Nemira în 1995 în Colecția Nautilus, numărul 81/82. Colecția este bilingvă (conține povestiri în limba română și traduse în limba engleză).

## Cuprins
- „Civilized Illusions”, povestire de Iulia Anania
- „Al patrulea cer”, povestire de Camil Baciu
- „Ienicec”, povestire de Camil Baciu (povestire publicată în Planeta cubică, 1964, Editura Tineretului)
- „Plata, vă rog!”, nuveletă de George Anania și Romulus Bărbulescu
- „Legiunea Diavolului”, povestire de Ovidiu Bufnilă
- „Saurienii Timpului”, povestire de Aurel Cărășel
- „Substitutor”, nuveletă de Sebastian A. Corn
- „Ultimul țărm al speranței”, povestire de Bogdan Ficeac  (povestire publicată în Cronici metagalactice, 1990, Editura Tehnică)
- „Concertul”, povestire de Răzvan Haritonovici (povestire publicată în La orizont, această constelație..., 1990, Editura Albatros, Fantastic Club)
- „Madia Mangalena (Dincolo de Ură)”, povestire de Michael Hăulică
- „Orbul nebun furios și paraliticul lucid”, povestire de Cristian Lăzărescu
- „Ancalagon”, nuveletă de Florin Pîtea
- „Autorii”, eseu nesemnat

## Legături externe
- Antologia science-fiction Nemira '95 la isfdb.org

## Vezi și
- Antologia Science-Fiction Nemira
- Lista volumelor publicate în Colecția Nautilus
- Lista cărților științifico-fantastice publicate în România după 1989
- Lista antologiilor de povestiri științifico-fantastice românești